# 杰拉
杰拉（義大利語：Gela）是意大利西西里大区卡尔塔尼塞塔省的一个市镇。位于地中海上西西里岛南部，距省府卡尔塔尼塞塔大约有84公里。2017年约有75001名居民，多於該省首府，而面積排名為該省第二。

## 历史概况
公元前688年左右，在锡拉库萨建立45年后，从罗得岛和克里特岛来的殖民者建立了这座城市。城市以杰拉河命名。希腊人在如今意大利的南部有很多殖民地，并且控制这里长达几个世纪之久。公元前456年埃斯庫羅斯死于这座城市。
公元前405年，迦太基侵略了这座城市。公元282年这座城市开始没落。

## 人口历史
- 1996年：72,535
- 2001年：72,444

## 友好城市

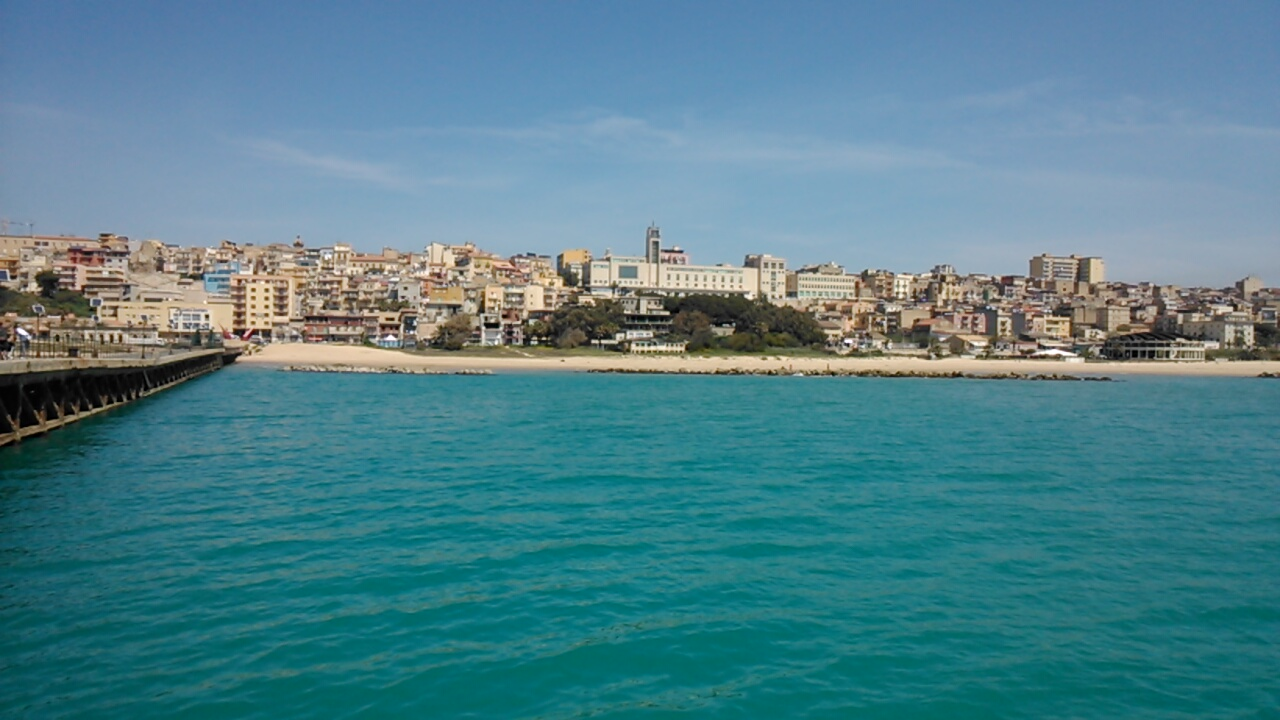
全景图

- 希腊埃莱夫西纳
- 德国维廷根
- 挪威北角